# بانوی بدنام‌شده
بانوی بدنام‌شده (به انگلیسی: Libeled Lady) فیلمی ۹۸ دقیقه‌ای در سبک اسکروبال به کارگردانی جک کانوی با بازی جین هارلو، ویلیام پاول، میرنا لوی و اسپنسر تریسی است.